# The Blessed Madonna
Мареа Стэмпер (англ. Marea Stamper; род. 1977, Кентукки), более известна как The Blessed Madonna (ранее как The Black Madonna) — американский диджей и музыкальный продюсер. Журнал Mixmag назвал её Диджеем 2016 года.

## Карьера
Начала заниматься музыкой в конце 1990-х годов. Сценическое имя The Black Madonna было вдохновлено изображениями Чёрной Мадонны, Дева Мария была одной из самых почитаемых святых в её семье. В 2020 году стала The Blessed Madonna из-за спорного «Black» в её псевдониме.
В 2018 году появилась в роли самой себя в игре «Grand Theft Auto Online» в дополнении «After Hours».
27 июля 2020 года британская певица Дуа Липа объявила о выпуске ремикса The Blessed Madonna на свою песню «Levitating» с участием американских артистов Мадонны и Мисси Эллиот. Ремикс должен быть выпущен 14 августа 2020 года. 4 августа Дуа Липа анонсировала альбом Club Future Nostalgia: The Remix Album, над которым работала и The Blessed Madonna.

## Дискография
Избранные ремиксы
- 2015: Nick Höppner — «Relate»
- 2016: Robyn — «Indestructible»
- 2016: Tiga — «Blondes Have More Fun»
- 2018: Silk City and Dua Lipa — «Electricity»
- 2019: Robyn — «Between The Lines»
- 2019: Georgia — «About Work The Dancefloor»
- 2020: Celeste — «Stop This Flame»
- 2020: Dua Lipa featuring Madonna and Missy Elliott — «Levitating»
- 2021: Fred Again featuring The Blessed Madonna — Marea (We’ve Lost Dancing)